# Der Reichsbote
Der Reichsbote war der Titel einer deutschen Zeitung.
Gegründet als deutsche Wochenzeitung für Christentum und Volkstum, erschien das Blatt vom 1. Juli 1873 bis 1936 in Berlin, zumindest zeitweise auch als Tageszeitung mit bis zu zwei Ausgaben täglich, mit verschiedensten Beilagen: Tägliches Unterhaltungsblatt, Kirche und Schule, Literaturblatt, Musikbeilage, Für die evangelische Familie, Landwirthschaftlicher Rathgeber, Von Büchern und Menschen, Dienst am Volk, Die deutsche Frau, Der schöpferische Mensch, Die junge Front, Kirche im Kampf, Deutsche Landschaft. 
Erster Chefredakteur des Blattes war der evangelische Geistliche, Journalist und Schriftsteller Heinrich Engel (1834–1911), unter dessen Leitung der Reichsbote „zum führenden Organ im konservativen Mittelstand und in gläubigen Pastorenkreisen“ wurde, wie die Deutsche Biographische Enzyklopädie urteilt. 

## Normdaten
- ZDB-ID 125879-5
- OCLC 225394769